# Bouroum-Bouroum
Pour les articles homonymes, voir Bouroum-Bouroum (homonymie).
Ne doit pas être confondu avec Bouroum.
Cet article concerne le village chef-lieu. Pour le département et la commune rurale, voir Bouroum-Bouroum (département).
Bouroum-Bouroum est un village du département et la commune rurale de Bouroum-Bouroum, dont il est le chef-lieu, situé dans la province du Poni et la région du Sud-Ouest au Burkina Faso.

## Géographie

### Situation
Bouroum-Bouroum est situé à environ 25 km au nord de Gaoua, la ville burkinabè la plus importante de l'extrémité méridionale du pays et le chef-lieu provincial et régional, ainsi qu'à 35 km au sud de Diébougou.

## Économie
Le village est un centre d'échanges commerciaux du département grâce à son marché central.

## Transports
Le village est traversé par la route nationale 12 allant de Diébougou à Gaoua puis à la frontière ivoirienne.

## Santé et éducation
Bouroum-Bouroum accueille un centre de santé et de promotion sociale (CSPS) tandis que le centre hospitalier régional (CHR) se trouve à Gaoua.